# Professional Fighters League

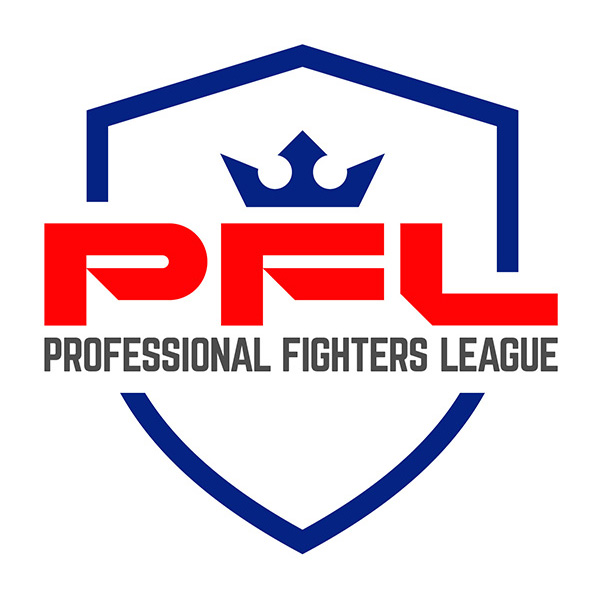
Logo

Professional Fighters League, PFL, (dawniej jako World Series of Fighting, WSOF) – amerykańska organizacja promująca mieszane sztuki walki (MMA). Jest to pierwsza profesjonalna organizacja, która prezentuje MMA w formacie, w którym indywidualni sportowcy rywalizują w sezonie regularnym, play-offach i walkach o mistrzostwo. PFL przejął World Series of Fighting (WSOF) w 2017 roku. PFL zadebiutował swój inauguracyjny sezon 7 czerwca 2018 w Hulu Theatre w Madison Square Garden w Nowym Jorku. W 2018 roku każdy mistrz w sześciu kategoriach wagowych zdobył nagrodę w wysokości 1 miliona dolarów. PFL w USA transmitowany jest w ESPN. W Polsce w 2021 roku gale organizacji były nadawane w TVP Sport. W 2022 gale w Polsce były transmitowane przez platformę Viaplay. Od 2024 gale w Polsce są pokazywane przez usługę Megogo.

## Zasady
Reguły PFL przyjęte przez Nevada State Athletic Commission w lipcu 2012 roku:
- każda walka oprócz walki o mistrzostwo liczy 3 rundy
- walka o mistrzostwo i walki wieczoru liczą 5 rund
- każda runda trwa 5 minut
- przerwa pomiędzy rundami trwa 1 minutę

Sposoby wyłonienia zwycięzcy:
- poddanie (odklepanie lub słownie)
- nokaut
- techniczny nokaut
- decyzja sędziów
- dyskwalifikacja

Akcje zabronione:
- uderzanie głową
- każdy atak na oczy
- gryzienie
- szarpanie lub pociąganie za włosy
- zahaczanie (polega na zrobieniu "haka" z palca bądź z kilku palców i włożeniu ich do ust przeciwnika, a następnie ciągnięciu)
- wszelkie ataki na krocze
- bezpośredni atak na kręgosłup, obojczyk oraz tył głowy
- uderzenia z góry dolną częścią łokcia
- uderzenie w gardło, oraz łapanie tchawicy
- szczypanie, drapanie itp.
- kopanie głowy leżącego lub klęczącego przeciwnika
- naskakiwanie (nogą) na leżącego przeciwnika (ang. stomp)
- kopanie piętami po nerkach
- dźwignie na małe stawy (np. palce)
- wyrzucanie przeciwnika poza ring
- wkładanie palców w otwarte rany przeciwnika
- przytrzymywanie spodenek lub rękawic przeciwnika
- plucie
- trzymanie siatki
- używanie wulgaryzmów na ringu
- atak podczas przerwy
- atak na przeciwnika, pod ochroną sędziego
- atak po gongu
- świadome lekceważenie instrukcji oraz samego sędziego
- uporczywe unikanie kontaktu z przeciwnikiem
- symulowanie kontuzji

Ośmiu zawodników z największą liczbą punktów w każdej kategorii wagowej przechodzi do rundy playoff. System punktowy składa się z punktacji opartej na wynikach i premii za wczesną wygraną. W systemie punktacji opartym na wynikach zwycięzca walki otrzymuje trzy punkty, a przegrany zero punktów. Jeśli walka zakończy się remisem, obaj zawodnicy otrzymają jeden punkt. Premia za wygranie walki w pierwszej, drugiej lub trzeciej rundzie to odpowiednio trzy punkty, dwa punkty i jeden punkt. Na przykład, jeśli zawodnik wygra walkę w pierwszej rundzie, zawodnik otrzyma łącznie sześć punktów. Automatyczne zwycięstwo w dowolnej rundzie = 3 punkty
Punkty bonusowe:
Runda 1 = 3 punkty
Runda 2 = 2 punkty
Runda 3 = 1 punkt
Kategorie wagowe
Aktualnie PFL posiada 7 kategorii wagowych, 6 męskich i 1 kobiece
- ciężka – do 120 kg (265 lb)
- półciężka – do 93 kg (205 Ib)
- średnia – do 84 kg (185 Ib)
- półśrednia – do 77 kg (170 Ib)
- lekka – do 70 kg (155 Ib)
- piórkowa – do 66 kg (145 lb)
- lekka kobieca-do 70 (155lb)·

## Mistrzowie 2018[4]
| Kategoria        | Waga               | Mistrz                   | Data            |
| ---------------- | ------------------ | ------------------------ | --------------- |
| Ciężka           | do 120 kg (265 lb) | Philipe Lins             | 31 Grudnia 2018 |
| Półciężka        | do 93 kg (205 lb)  | Sean O'Connell           | 31 Grudnia 2018 |
| Średnia          | do 84 kg (185 lb)  | Louis Taylor             | 31 Grudnia 2018 |
| Półśrednia       | do 77 kg (170 lb)  | Magomied Magomiedkerimow | 31 Grudnia 2018 |
| Lekka            | do 70 kg (155 lb)  | Natan Schulte            | 31 Grudnia 2018 |
| Piórkowa         | do 66 kg (145 lb)  | Lance Palmer             | 31 Grudnia 2018 |
| Kategoria Kobiet | Waga               | Mistrz                   | Data            |
| Lekka            | do 70 kg (155 lb)  | Kayla Harrison           | 31 Grudnia 2018 |

## Mistrzowie 2019
| Kategoria        | Waga               | Mistrz         | Data            |
| ---------------- | ------------------ | -------------- | --------------- |
| Ciężka           | do 120 kg (265 lb) | Ali Isajew     | 31 Grudnia 2019 |
| Półciężka        | do 93 kg (205 lb)  | Emiliano Sordi | 31 Grudnia 2019 |
| Półśrednia       | do 77 kg (170 lb)  | Ray Cooper III | 31 Grudnia 2019 |
| Lekka            | do 70 kg (155 lb)  | Natan Schulte  | 31 Grudnia 2019 |
| Piórkowa         | do 66 kg (145 lb)  | Lance Palmer   | 31 Grudnia 2019 |
| Kategoria Kobiet | Waga               | Mistrz         | Data            |
| Lekka            | do 70 kg (155 lb)  | Kayla Harrison | 31 Grudnia 2019 |

## Mistrzowie 2021
| Kategoria        | Waga               | Mistrz                    | Data                 |
| ---------------- | ------------------ | ------------------------- | -------------------- |
| Ciężka           | do 120 kg (265 lb) | Bruno Henrique Cappelozza | 27 października 2021 |
| Półciężka        | do 93 kg (205 lb)  | Antonio Carlos Jr.        | 27 października 2021 |
| Półśrednia       | do 77 kg (170 lb)  | Ray Cooper III            | 27 października 2021 |
| Lekka            | do 70 kg (155 lb)  | Raush Manfio              | 27 października 2021 |
| Piórkowa         | do 66 kg (145 lb)  | Mowlid Chajbułajew        | 27 października 2021 |
| Kategoria Kobiet | Waga               | Mistrz                    | Data                 |
| Lekka            | do 70 kg (155 lb)  | Kayla Harrison            | 27 października 2021 |

## Mistrzowie 2022
| Kategoria        | Waga               | Mistrz                | Data              |
| ---------------- | ------------------ | --------------------- | ----------------- |
| Ciężka           | do 120 kg (265 lb) | Ante Delija           | 25 listopada 2022 |
| Półciężka        | do 93 kg (205 lb)  | Rob Wilkinson         | 25 listopada 2022 |
| Półśrednia       | do 77 kg (170 lb)  | Sadibou Sy            | 25 listopada 2022 |
| Lekka            | do 70 kg (155 lb)  | Olivier Aubin-Mercier | 25 listopada 2022 |
| Piórkowa         | do 66 kg (145 lb)  | Brendan Loughnane     | 25 listopada 2022 |
| Kategoria Kobiet | Waga               | Mistrz                | Data              |
| Lekka            | do 70 kg (155 lb)  | Larissa Pacheco       | 25 listopada 2022 |

## Mistrzowie 2023 - Turniej główny
| Kategoria        | Waga               | Mistrz                   | Data              |
| ---------------- | ------------------ | ------------------------ | ----------------- |
| Ciężka           | do 120 kg (265 lb) | Renan Ferreira           | 24 listopada 2023 |
| Półciężka        | do 93 kg (205 lb)  | Impa Kasanganay          | 24 listopada 2023 |
| Półśrednia       | do 77 kg (170 lb)  | Magomied Magomiedkerimow | 24 listopada 2023 |
| Lekka            | do 70 kg (155 lb)  | Olivier Aubin-Mercier    | 24 listopada 2023 |
| Piórkowa         | do 66 kg (145 lb)  | Jesus Pinedo             | 24 listopada 2023 |
| Kategoria Kobiet | Waga               | Mistrz                   | Data              |
| Piórkowa         | do 66 kg (145 lb)  | Larissa Pacheco          | 24 listopada 2023 |

## Mistrzowie 2023 - PFL Europe
| Kategoria        | Waga              | Mistrz            | Data           |
| ---------------- | ----------------- | ----------------- | -------------- |
| Półciężka        | do 93 kg (205 lb) | Jakob Nedoh       | 8 grudnia 2023 |
| Lekka            | do 70 kg (155 lb) | Jakub Kaszuba     | 8 grudnia 2023 |
| Kogucia          | do 70 kg (155 lb) | Churszed Kachorow | 8 grudnia 2023 |
| Kategoria Kobiet | Waga              | Mistrz            | Data           |
| Musza            | do 57 kg (125 lb) | Dakota Ditcheva   | 8 grudnia 2023 |

## Mistrzowie 2024 - Turniej główny
| Kategoria        | Waga               | Mistrz                    | Data              |
| ---------------- | ------------------ | ------------------------- | ----------------- |
| Ciężka           | do 120 kg (265 lb) | Denis Golcow              | 29 listopada 2024 |
| Półciężka        | do 93 kg (205 lb)  | Dowledżchan Jagszimuradow | 29 listopada 2024 |
| Półśrednia       | do 77 kg (170 lb)  | Szamil Musajew            | 29 listopada 2024 |
| Lekka            | do 70 kg (155 lb)  | Gadzhi Rabadanov          | 29 listopada 2024 |
| Piórkowa         | do 66 kg (145 lb)  | Timur Chizriew            | 29 listopada 2024 |
| Kategoria Kobiet | Waga               | Mistrz                    | Data              |
| Musza            | do 57 kg (125 lb)  | Dakota Ditcheva           | 29 listopada 2024 |

## Mistrzowie 2024 - PFL Europe
| Kategoria        | Waga              | Mistrz                | Data            |
| ---------------- | ----------------- | --------------------- | --------------- |
| Półśrednia       | do 77 kg (170 lb) | Florim Zendeli        | 14 grudnia 2024 |
| Lekka            | do 70 kg (155 lb) | Jakub Kaszuba         | 14 grudnia 2024 |
| Kogucia          | do 70 kg (155 lb) | Lewis McGrillen-Evans | 14 grudnia 2024 |
| Kategoria Kobiet | Waga              | Mistrz                | Data            |
| Musza            | do 57 kg (125 lb) | Paulina Wiśniewska    | 14 grudnia 2024 |

## Mistrzowie 2024 - PFL Mena
| Kategoria  | Waga              | Mistrz               | Data              |
| ---------- | ----------------- | -------------------- | ----------------- |
| Półśrednia | do 77 kg (170 lb) | Omar El-Dafrawy      | 29 listopada 2024 |
| Lekka      | do 70 kg (155 lb) | Mohsen Mohammadseifi | 29 listopada 2024 |
| Piórkowa   | do 66 kg (145 lb) | Abdullah Al-Qahtani  | 29 listopada 2024 |
| Kogucia    | do 70 kg (155 lb) | Ali Taleb            | 29 listopada 2024 |

## Mistrzowie 2025 - Turniej główny
| Kategoria        | Waga               | Mistrz                                    | Data             |
| ---------------- | ------------------ | ----------------------------------------- | ---------------- |
| Ciężka           | do 120 kg (265 lb) | Alexandr Romanov lub Oleg Popow           | 21 sierpnia 2025 |
| Półciężka        | do 93 kg (205 lb)  | Antônio Carlos Júnior lub Sullivan Cauley | 21 sierpnia 2025 |
| Średnia          | do 84 kg (185 lb)  | Fabian Edwards lub Dalton Rosta           | 21 sierpnia 2025 |
| Półśrednia       | do 77 kg (170 lb)  | Thad Jean                                 | 1 sierpnia 2025  |
| Lekka            | do 70 kg (155 lb)  | Alfie Davis                               | 15 sierpnia 2025 |
| Piórkowa         | do 66 kg (145 lb)  | Mowlid Chajbułajew                        | 1 sierpnia 2025  |
| Kogucia          | do 61 kg (135 lb)  | Marcirley Alves                           | 15 sierpnia 2025 |
| Kategoria Kobiet | Waga               | Mistrz                                    | Data             |
| Musza            | do 57 kg (125 lb)  | Liz Carmouche                             | 15 sierpnia 2025 |

## Lista mistrzów PFL
- Lista mistrzów World Series of Fighting

## Mistrzowie turniejowi
PFL organizowało turnieje by wyłonić najlepszych zawodników danej gali. Turniej składał się z drabinki: półfinał i finał.
| Gala                  | Data       | Kategoria wagowa | Zwycięzca    | Finalista     |
| --------------------- | ---------- | ---------------- | ------------ | ------------- |
| WSOF 5 WSOF 7 WSOF 10 | 21.06.2014 | średnia          | David Branch | Jesse Taylor  |
| WSOF 25 WSOF 23       | 18.09.2015 | półciężka        | David Branch | Teddy Holder  |
| WSOF 25               | 20.11.2015 | lekka            | Brian Foster | Joáo Zeferino |

## Polacy walczący dla PFL

### Obecni
| Zawodnik | Kategoria wagowa            | Lata aktywności w Professional Fighters League | Rekord w Professional Fighters League | Przypis |
| --- | --------------------------- | ---------------------------------------------- | ------------------------------------- | ------- |
| Jakub Kaszuba – Zwycięzca turnieju PFL Europe 2023 w wadze lekkiej oraz zwycięzca turnieju PFL Europe 2024 w wadze lekkiej | lekka do 70,3 kg (-155 lb)  | 2023-nadal                                     | 7-0                                   | [ 5 ]   |
| Paulina Wiśniewska – Zwyciężczyni turnieju PFL Europe 2024 w wadze muszej kobiet                                           | musza do 56,7 kg (125 lb)   | 2024-nadal                                     | 4-0                                   | [ 6 ]   |
| Jan Ciepłowski | kogucia do 61,2 kg (135 lb) | 2025-nadal                                     | 1-0                                   | [ 7 ]   |

### Byli
| Zawodnik            | Kategoria wagowa              | Lata aktywności w Professional Fighters League | Rekord w Professional Fighters League | Przypis       |
| ------------------- | ----------------------------- | ---------------------------------------------- | ------------------------------------- | ------------- |
| Kamil Łebkowski     | piórkowa do 65,8 kg (-145 lb) | 2016                                           | 1-0                                   | [ 8 ]         |
| Marcin Held         | lekka do 70,3 kg (-155 lb)    | 2021-2022                                      | 2-2                                   | [ 9 ]         |
| Szymon Bajor        | ciężka do 120 kg (+205 lb)    | 2022                                           | 1-0                                   | [ 10 ]        |
| Marcin Wójcik       | półciężka do 93 kg (-205 lb)  | 2022                                           | 1-0                                   | [ 11 ]        |
| Przemysław Mysiala  | półciężka do 93 kg (-205 lb)  | 2022                                           | 0-1                                   | [ 12 ]        |
| Marta Waliczek      | musza do 56,7 kg (125 lb)     | 2023                                           | 0-1                                   | [ 13 ]        |
| David Zawada        | półśrednia do 77 kg (-170 lb) | 2023                                           | 0-2                                   | [ 14 ]        |
| Krzysztof Jotko     | półciężka do 93 kg (-205 lb)  | 2023                                           | 0-0. 1NC                              |               |
| Karolina Sobek      | piórkowa do 65,8 kg (-145 lb) | 2023                                           | 0-2                                   | [ 15 ]        |
| Tomasz Łangowski    | półśrednia do 77 kg (-170 lb) | 2024                                           | 0-1                                   | [ 16 ] [ 17 ] |
| Karolina Wójcik     | musza do 56,7 kg (125 lb)     | 2024                                           | 1-1                                   | [ 18 ]        |
| Weronika Pietruszka | musza do 56,7 kg (125 lb)     | 2024                                           | 0-1                                   | [ 19 ]        |

## Lista gal PFL
- Lista gal World Series of Fighting
- Lista gal Professional Fighters League
- Lista i wyniki gal Professional Fighters League na terenie Europy